# Ignacy Bobrownicki
Ignacy Bobrownicki herbu Doliwa – podstoli mielnicki w latach 1790–1794, cześnik mielnicki w latach 1782–1790, konsyliarz ziemi mielnickiej w konfederacji targowickiej.